# Idioma juǀʼhoan
Juǀʼhoan (AFI: [ʒuᵑ̊ǀʰwã]), también conocido como ǃKung del sur o sureste o ǃXun, es la variedad sureña del continuo dialectal ǃKung, hablado en el noreste de Namibia y el distrito noroeste de Botsuana por bosquimanos san que se identifican en gran medida como juǀʼhoansi. Se distinguen varios dialectos regionales: Epukiro, Tsumǃkwe, Rundu, Omatako y ǂKxʼauǁʼein, siendo Tsumǃkwe el mejor descrito y a menudo tomado como representativo.

## Nombre
El nombre Juǀʼhoan (en plural: Juǀʼhoansi) también se traduce como Žuǀʼhõa, u ocasionalmente como Zhuǀʼhõa o Dzuǀʼhõa, según la ortografía. Dependiendo de la clasificación, se considera la variedad del sur o sureste del grupo de lenguas ǃKung (también traducido como ǃXun). Por lo tanto, puede denominarse ǃKung del sur, ǃXun del sureste, etc. Juǀʼhoan se basa en la palabra ju 'pueblo', que también se aplica al grupo de idiomas. (consulte los idiomas ǃKung para conocer las variantes de esos nombres).

## Fonológia

### Vocales
|              | Vocales orales | Vocales orales | Vocales nasales | Vocales nasales |
| Anteriores   | Posteriores    | Anteriores     | Posteriores     |                 |
| ------------ | -------------- | -------------- | --------------- | --------------- |
| Cerradas     | i              | u              | ĩ               | ũ               |
| Semicerradas | e              | o              | ẽ               | õ               |
| Abiertas     | a              | a              | ã               | ã               |

- When a front vowel /e/ or /i/ follows a consonant with a back vowel constraint (e.g. clicks with uvular articulation), an [ə] is inserted before the front vowel, written 'a' in the orthography. For example, mi |'ae (myself) reads /mi |'əe/.
- The diphthong /oa/ may be realized as [wa].

Juǀʼhoan tiene cinco cualidades vocales, que pueden ser nasalizadas, glotalizadas, murmuradas o combinaciones de estas, y la mayoría de estas posibilidades ocurren tanto largas como cortas. Las vocales /a/ y /o/ también pueden ser faríngeas y estridentes (epiglotalizadas). Además, es un lenguaje tonal con cuatro tonos: tonos muy agudos, agudos, graves y muy graves. Por lo tanto, hay unos buenos 30 fonemas vocales, quizás más, dependiendo del análisis de cada uno. Existen, además, muchas secuencias vocálicas y diptongos.

### Consonantes
Juǀʼhoan tiene una cantidad inusualmente grande de consonantes, como es típico de ǃKung. Lo siguiente ocurre al comienzo de las raíces. Para abreviar, sólo se enumeran los clics alveolares con las otras consonantes; el conjunto completo de clics se encuentra a continuación.
|            |                           | Labiales | Alveolares | Alveolares | Postalveolares /Palatales | Velares | Correspondiente Clic | Glotales |
| ---------- | ------------------------- | -------- | ---------- | ---------- | ------------------------- | ------- | -------------------- | -------- |
| Nasales    | Sonoras                   | m        | n          | n          |                           | ŋ       | ᵑǃ                   |          |
| Nasales    | murmuradas                | (mʱ)     |            |            |                           |         | ᵑǃʱ                  |          |
| Nasales    | Aspiradas                 |          |            |            |                           |         | ᵑ̊ǃʰ                  |          |
| Oclusivas  | Sonoras                   | b        | d          | dz         | dʒ                        | ɡ       | ᶢǃ                   |          |
| Oclusivas  | tenues                    | p        | t          | ts         | tʃ                        | k       | ᵏǃ                   | (ʔ)      |
| Oclusivas  | Aspiradas                 | pʰ       | tʰ         | tsʰ        | tʃʰ                       | kʰ      | ᵏǃʰ                  |          |
| Oclusivas  | aspirada presonora        | b͡pʰ      | d͡tʰ        | d͡tsʰ       | d͡tʃʰ                      | ɡ͡kʰ     | ᶢᵏǃʰ                 |          |
| Oclusivas  | eyectivas / Glotalizadas  |          | tsʼ        | tsʼ        | tʃʼ                       | kxʼ     | ᵑǃˀ                  |          |
| Oclusivas  | eyectiva presonora        |          | d͡tsʼ       | d͡tsʼ       | d͡tʃʼ                      |         |                      |          |
| Oclusivas  | Uvularizadas              |          | tᵡ         |            |                           |         | ᵏǃᵡ                  |          |
| Oclusivas  | uvular presonora          |          | d͡tᵡ        | d͡tsᵡ       | d͡tʃᵡ                      |         | ᶢᵏǃᵡ                 |          |
| Oclusivas  | eyectiva uvular           |          | tᵡʼ        |            |                           | kᵡʼ     | ᵏǃᵡʼ                 |          |
| Oclusivas  | eyectiva uvular presonora |          |            |            |                           | ɡ͡kᵡʼ    | ᶢᵏǃᵡʼ                |          |
| Fricativas | Sonoras                   |          | z          | z          | ʒ                         |         |                      | ɦ        |
| Fricativas | Sordas                    | (f)      | s          | s          | ʃ                         | χ       |                      |          |

Las consonantes tenues y modalmente sonoras (azules) pueden aparecer con cualquier calidad vocálica. Sin embargo, otras consonantes (grises, transcritas con un superíndice diacrítico a su derecha) no aparecen en la misma raíz que las vocales murmuradas, glotalizadas o epiglotalizadas.
Las consonantes presonoras aspiradas y eyectivas, tanto pulmonares como chasquidas, contienen un intervalo sordo, que Miller (2003) atribuye a una apertura glótica más grande que la que se encuentra en las consonantes indostánicas de voz entrecortada. Fonéticamente, sin embargo, son contornos de voz, que comienzan siendo sonoros pero se vuelven sordos durante la aspiración o expulsión.
El estatus fonémico de [ʔ], [dz] y [dʒ] es incierto. [ʔ] puede ser epentético antes de palabras con iniciales de vocal; alternativamente, puede ser que ninguna palabra comience con una vocal. /mʱ/ ocurre solo en un único morfema, el diminutivo enclítico plural /mʱi/. /f/ y /l/ (no se muestran) solo aparecen en palabras prestadas, y algunas cuentas postulan un /j/ y /w  /.  Los labiales (/p, pʰ, b, b͡pʰ, m/) son muy raros inicialmente, aunque β̞ es común entre vocales. Las oclusivas velares (orales y nasales) son raras inicialmente y muy raras medialmente.
Las consonantes úvulo-eyectivas se analizan como epiglotalizadas en Miller-Ockhuizen (2003). Tienen fricación uvular y glotalización, y son similares a las consonantes en Nǀu descritas como uvular eyectivas por Miller et al. (2009). Su carácter epiglótico puede ser una consecuencia fonética de la elevación de la laringe implicada en su expulsión.
Sólo un pequeño conjunto de consonantes ocurre entre vocales dentro de las raíces. Estas son:
| Labiales | Alveolares | Velares | Uvulares | Glotales |
| β̞        | ɾ          | ɣ       |          |          |
| m        | n          | ŋ       |          |          |
|          |            | k, ŋk   | q͡χʼ      |          |
|          |            |         | χ        | ɦ        |

[β̞, ɾ, m, n] medial (verde) son muy comunes; [ɣ, ŋ] son raras y las otras consonantes medias aparecen sólo en muy pocas raíces, muchas de ellas préstamos. [β̞, ɾ, ɣ] generalmente se analizan como alófonos de /b, d, ɡ/. Sin embargo, [ɾ] especialmente puede corresponder a múltiples consonantes iniciales de raíz.
Juǀʼhoan Tiene 48 consonantes clic. Hay cuatro "tipos" de clic: dental, lateral, alveolar y palatal, cada uno de los cuales se encuentra en doce series o "acompañamientos" (combinaciones de modo, fonación y contorno). Estas son consonantes perfectamente normales en Juǀʼhoan y, de hecho, se prefieren a las que no son clics en la posición inicial de la palabra.
| clics 'ruidosos' | clics 'ruidosos' | clics 'agudos' | clics 'agudos' | series                                   |
| ---------------- | ---------------- | -------------- | -------------- | ---------------------------------------- |
| dentales         | laterales        | alveolares     | palatales      | series                                   |
| ᵏǀ               | ᵏǁ               | ᵏǃ             | ᵏǂ             | Tenues                                   |
| ᶢǀ               | ᶢǁ               | ᶢǃ             | ᶢǂ             | sonoras                                  |
| ᵑǀ               | ᵑǁ               | ᵑǃ             | ᵑǂ             | Nasales                                  |
| ᵏǀʰ              | ᵏǁʰ              | ᵏǃʰ            | ᵏǂʰ            | Aspiradas                                |
| ᶢᵏǀʰ             | ᶢᵏǁʰ             | ᶢᵏǃʰ           | ᶢᵏǂʰ           | Presonoras aspiradas                     |
| ᵑ̊ǀʰ              | ᵑ̊ǁʰ              | ᵑ̊ǃʰ            | ᵑ̊ǂʰ            | Aspiradas nasales                        |
| ᵑǀʱ              | ᵑǁʱ              | ᵑǃʱ            | ᵑǂʱ            | Nasales murmuradas                       |
| ᵑǀˀ              | ᵑǁˀ              | ᵑǃˀ            | ᵑǂˀ            | Nasales glotalizadas                     |
| ᵏǀᵡ              | ᵏǁᵡ              | ᵏǃᵡ            | ᵏǂᵡ            | Contorno linguo-pulmonar                 |
| ᶢᵏǀᵡ             | ᶢᵏǁᵡ             | ᶢᵏǃᵡ           | ᶢᵏǂᵡ           | Sonora linguo-pulmonar                   |
| ᵏǀᵡʼ             | ᵏǁᵡʼ             | ᵏǃᵡʼ           | ᵏǂᵡʼ           | Epiglotalizado (contorno heteroorgánico) |
| ᶢᵏǀᵡʼ            | ᶢᵏǁᵡʼ            | ᶢᵏǃᵡʼ          | ᶢᵏǂᵡʼ          | Epiglotalizada sonora                    |

Como se indicó anteriormente, las consonantes tenues y modalmente sonoras (azul) pueden aparecer con cualquier calidad vocal. Sin embargo, otras consonantes (grises, transcritas con un superíndice diacrítico a su derecha) no aparecen en la misma raíz que las vocales murmuradas, glotalizadas o epiglotalizadas.
Los clics glotalizados ocurren casi exclusivamente antes de las vocales nasales. Esto sugiere que están nasalizados, como en la mayoría, si no en todos los demás idiomas, con clics glotalizados.  La nasalización no sería audible durante el clic en sí debido a la glotalización, lo que impediría cualquier flujo de aire nasal, pero el velo se bajaría, nasalizando potencialmente las vocales adyacentes.
Los clics 'uvularizados' son en realidad contornos linguo-pulmónicos, [ǃ͡qχ], etc. Los clics 'úvulo-eyectivos' son africadas heterorgánicas y equivalentes a consonantes linguo-glotálicas transcritas [ǃ͡kxʼ], etc., en otros idiomas (Miller 2011).
Consulte !Kung Ekoka para obtener una variedad relacionada con un inventario de clics algo mayor.

## Historia ortográfica
Juǀʼhoan es la única variedad de ǃKung que se escribe. Durante el último medio siglo se han utilizado tres ortografías, dos basadas en letras tubulares para clics y una que utiliza únicamente el alfabeto latino básico.
En la década de 1960, el Departamento de Educación de Sudáfrica se propuso establecer ortografías oficiales para las lenguas de África sudoriental (Namibia). Jan Snyman fue seleccionado para desarrollar una ortografía para el entonces no escrito Juǀʼhoasi, que fue aceptada en 1969. En esta ortografía, el nombre del idioma se escribe Žuǀʼhõasi. A continuación se muestra una forma ligeramente modificada (Snyman 1975).
En la década de 1980, la Sociedad Bíblica de Sudáfrica solicitó una nueva ortografía, una que usara sólo letras del alfabeto latino, evitara los signos diacríticos tanto como fuera posible y se ajustara en la medida de lo posible a las convenciones del afrikáans. Esta segunda ortografía fue aceptada en 1987, en la que el idioma se escribe Zjuc'hôa.
Una tercera ortografía fue desarrollada por la Juǀwa Bushman Development Foundation en 1994. Esta es la ortografía que se utiliza actualmente en Namibia; No parece haber ninguna publicación en Botsuana.
Las tres ortografías, junto con el AFI, se comparan a continuación. El tono evidentemente no está marcado.
|               | Oclusivas labiales | Oclusivas labiales | Oclusivas labiales | Oclusivas labiales | Oclusivas alveolares | Oclusivas alveolares | Oclusivas alveolares | Oclusivas alveolares | Oclusivas Velares | Oclusivas Velares | Oclusivas Velares | Oclusivas Velares | Africadas alveolares | Africadas alveolares | Africadas alveolares | Africadas alveolares | Africadas alveolares | Africadas postalveolares | Africadas postalveolares | Africadas postalveolares | Africadas postalveolares | Africadas postalveolares |       |
| ------------- | ------------------ | ------------------ | ------------------ | ------------------ | -------------------- | -------------------- | -------------------- | -------------------- | ----------------- | ----------------- | ----------------- | ----------------- | -------------------- | -------------------- | -------------------- | -------------------- | -------------------- | ------------------------ | ------------------------ | ------------------------ | ------------------------ | ------------------------ | ----- |
| AFI           | [b]                | [p]                | [b͡pʰ]              | [pʰ]               | [d]                  | [t]                  | [d͡tʰ]                | [tʰ]                 | [ɡ]               | [k]               | [ɡ͡kʰ]             | [kʰ]              | [ts]                 | [d͡tsʰ]               | [tsʰ]                | [d͡tsʼ]               | [tsʼ]                | [tʃ]                     | [d͡tʃʰ]                   | [tʃʰ]                    | [d͡tʃʼ]                   | [tʃʼ]                    | [kxʼ] |
| 1994–presente | b                  | p                  | bh                 | ph                 | d                    | t                    | dh                   | th                   | g                 | k                 | gh                | kh                | ts                   | dsh                  | tsh                  | ds                   | tz                   | tc                       | dch                      | tch                      | dc                       | tj                       | kx    |
| 1975–1987     | b                  | p                  | bh                 | ph                 | d                    | t                    | dh                   | th                   | g                 | k                 | gh                | kh                | ts                   | dsh                  | tsh                  | dsʼ                  | tsʼ                  | tš                       | dšh                      | tšh                      | dšʼ                      | tšʼ                      | kxʼ   |
| 1987–1994     | b                  | p                  | bh                 | ph                 | d                    | t                    | dh                   | th                   | gh                | k                 | ʼgh               | kh                | ts                   | dsh                  | tsh                  | dsʼ                  | tsʼ                  | tj                       | djh                      | tjh                      | djʼ                      | tjʼ                      | kg    |

|               | Africadas hetero-orgánicas | Africadas hetero-orgánicas | Africadas hetero-orgánicas | Africadas hetero-orgánicas | Africadas hetero-orgánicas | Africadas hetero-orgánicas | Africadas hetero-orgánicas | Fricativas | Fricativas | Fricativas | Fricativas | Fricativas | Fricativas |     | Nasales | Nasales | Nasales silábicas | Nasales silábicas | Nasales silábicas | Nasales silábicas | Aproximantes | Aproximantes |
| ------------- | -------------------------- | -------------------------- | -------------------------- | -------------------------- | -------------------------- | -------------------------- | -------------------------- | ---------- | ---------- | ---------- | ---------- | ---------- | ---------- | --- | ------- | ------- | ----------------- | ----------------- | ----------------- | ----------------- | ------------ | ------------ |
| AFI           | [d͡tᵡ]                      | [tᵡ]                       | [tᵡʼ]                      | [d͡tsᵡ]                     | [tsᵡ]                      | [d͡tʃᵡ]                     | [tʃᵡ]                      | [z]        | [s]        | [ʒ]        | [ʃ]        | [χ]        | [h]        | [ɽ] | [m]     | [n]     | [m̩]               | [ŋ̍]               | [m̰]               | [m̤]               | [j]          | [w]          |
| 1994–presente | dx                         | tx                         | tk                         | dzx                        | tsx                        | djx                        | tcx                        | z          | s          | j          | c          | x          | h          | r   | m       | n       | m                 | ang               | mq                | mh                | y            | w            |
| 1975–1987     | dx                         | tx                         | txʼ                        | dzx                        | tsx                        | dx                         | tx                         | z          | s          | ž          | š          | x          | h          | r   | m       | n       | m                 | ang               | m̭                 | mh                | y            | w            |
| 1987–1994     | dg                         | tg                         | tgʼ                        | -                          | tsg                        | djg                        | tjg                        | z          | s          | zj         | sj         | g          | h          | r   | m       | n       | m                 | ang               | m̹                 | mh                | y            | w            |

|               | clicks dentales | clicks dentales | clicks dentales | clicks dentales | clicks dentales | clicks dentales | clicks dentales | clicks dentales | clicks dentales | clicks dentales | clicks dentales | clicks dentales | clicks alveolares | clicks alveolares | clicks alveolares | clicks alveolares | clicks alveolares | clicks alveolares | clicks alveolares | clicks alveolares | clicks alveolares | clicks alveolares | clicks alveolares | clicks alveolares |
| ------------- | --------------- | --------------- | --------------- | --------------- | --------------- | --------------- | --------------- | --------------- | --------------- | --------------- | --------------- | --------------- | ----------------- | ----------------- | ----------------- | ----------------- | ----------------- | ----------------- | ----------------- | ----------------- | ----------------- | ----------------- | ----------------- | ----------------- |
| AFI           | [ᶢǀ]            | [ᵏǀ]            | [ᶢᵏǀʰ]          | [ᵏǀʰ]           | [ᵑǀˀ]           | [ᵑ̊ǀʰ]           | [ᵑǀ]            | [ᵑǀʱ]           | [ᶢᵏǀᵡ]          | [ᵏǀᵡ]           | [ᶢᵏǀᵡʼ]         | [ᵏǀᵡʼ]          | [ᶢǃ]              | [ᵏǃ]              | [ᶢᵏǃʰ]            | [ᵏǃʰ]             | [ᵑǃˀ]             | [ᵑ̊ǃʰ]             | [ᵑǃ]              | [ᵑǃʱ]             | [ᶢᵏǃᵡ]            | [ᵏǃᵡ]             | [ᶢᵏǃᵡʼ]           | [ᵏǃᵡʼ]            |
| 1994–presente | gǀ              | ǀ               | gǀh             | ǀh              | ǀʼ              | ǀʼh             | nǀ              | nǀh             | gǀx             | ǀx              | gǀk             | ǀk              | gǃ                | ǃ                 | gǃh               | ǃh                | ǃʼ                | ǃʼh               | nǃ                | nǃh               | gǃx               | ǃx                | gǃk               | ǃk                |
| 1975–1987     | gǀ              | ǀ               | gǀh             | ǀh              | ǀʼ              | ǀʼh             | nǀ              | nǀʼh            | gǀx             | ǀx              | gǀxʼ            | ǀxʼ             | gǃ                | ǃ                 | gǃh               | ǃh                | ǃʼ                | ǃʼh               | nǃ                | nǃʼh              | gǃx               | ǃx                | gǃxʼ              | ǃxʼ               |
| 1987–1994     | gc              | c               | dch             | ch              | cʼ              | cʼh             | nc              | nch             | dcg             | cg              | dcgʼ            | cgʼ             | gq                | q                 | dqh               | qh                | qʼ                | qʼh               | nq                | nqh               | dqg               | qg                | dqgʼ              | qgʼ               |

|               | clicks Palatales | clicks Palatales | clicks Palatales | clicks Palatales | clicks Palatales | clicks Palatales | clicks Palatales | clicks Palatales | clicks Palatales | clicks Palatales | clicks Palatales | clicks Palatales | clicks laterales | clicks laterales | clicks laterales | clicks laterales | clicks laterales | clicks laterales | clicks laterales | clicks laterales | clicks laterales | clicks laterales | clicks laterales | clicks laterales |
| ------------- | ---------------- | ---------------- | ---------------- | ---------------- | ---------------- | ---------------- | ---------------- | ---------------- | ---------------- | ---------------- | ---------------- | ---------------- | ---------------- | ---------------- | ---------------- | ---------------- | ---------------- | ---------------- | ---------------- | ---------------- | ---------------- | ---------------- | ---------------- | ---------------- |
| AFI           | [ᶢǂ]             | [ᵏǂ]             | [ᶢᵏǂʰ]           | [ᵏǂʰ]            | [ᵑǂˀ]            | [ᵑ̊ǂʰ]            | [ᵑǂ]             | [ᵑǂʱ]            | [ᶢᵏǂᵡ]           | [ᵏǂᵡ]            | [ᶢᵏǂᵡʼ]          | [ᵏǂᵡʼ]           | [ᶢǁ]             | [ᵏǁ]             | [ᶢᵏǁʰ]           | [ᵏǁʰ]            | [ᵑǁˀ]            | [ᵑ̊ǁʰ]            | [ᵑǁ]             | [ᵑǁʱ]            | [ᶢᵏǁᵡ]           | [ᵏǁᵡ]            | [ᶢᵏǁᵡʼ]          | [ᵏǁᵡʼ]           |
| 1994–presente | gǂ               | ǂ                | gǂh              | ǂh               | ǂʼ               | ǂʼh              | nǂ               | nǂh              | gǂx              | ǂx               | gǂk              | ǂk               | gǁ               | ǁ                | gǁh              | ǁh               | ǁʼ               | ǁʼh              | nǁ               | nǁh              | gǁx              | ǁx               | gǁk              | ǁk               |
| 1975–1987     | gǂ               | ǂ                | gǂh              | ǂh               | ǂʼ               | ǂʼh              | nǂ               | nǂʼh             | gǂx              | ǂx               | gǂxʼ             | ǂxʼ              | gǁ               | ǁ                | gǁh              | ǁh               | ǁʼ               | ǁʼh              | nǁ               | nǁʼh             | gǁx              | ǁx               | gǁxʼ             | ǁxʼ              |
| 1987–1994     | gç               | ç                | dçh              | çh               | çʼ               | çʼh              | nç               | nçh              | dçg              | çg               | dçgʼ             | çgʼ              | gx               | x                | dxh              | xh               | xʼ               | xʼh              | nx               | nxh              | dxg              | xg               | dxgʼ             | xgʼ              |

|               | vocales planas | vocales planas | vocales planas | vocales planas | vocales planas | vocales prensionadas | vocales prensionadas | vocales nasales | vocales nasales | vocales nasales | vocales nasales | Vocales nasales presionadas | Vocales nasales presionadas |
| ------------- | -------------- | -------------- | -------------- | -------------- | -------------- | -------------------- | -------------------- | --------------- | --------------- | --------------- | --------------- | --------------------------- | --------------------------- |
| AFI           | [i]            | [e]            | [a, ə]         | [o]            | [u]            | [aˤ]                 | [oˤ]                 | [ĩ]             | [ã]             | [õ]             | [ũ]             | [ãˤ]                        | [õˤ]                        |
| 1994–presente | i              | e              | a              | o              | u              | aq                   | oq                   | in              | an              | on              | un              | aqn                         | oqn                         |
| 1975–1987     | i              | e              | a              | o              | u              | a̭                    | o̭                    | ĩ               | ã               | õ               | ũ               | ã̭                           | õ̭                           |
| 1987–1994     | i              | e              | a, e           | o              | u              | a̦                    | o̦                    | î               | â               | ô               | û               | â̦                           | ô̦                           |

La ortografía moderna (1994) también tiene "ih, eh, ah, oh, uh" para las vocales entrecortadas (murmuradas) y "ihn, ahn, ohn, uhn" para las vocales nasales entrecortadas. Sin embargo, Snyman sostiene que se trata de variantes posicionales de vocales de tonos bajos y que no son necesarias en una ortografía (al menos, no si el tono fuera marcado). Las vocales glotalizadas se escriben con un apóstrofe en las tres ortografías.

## Gramática
Fuente: Dickens (2009).
Juǀ'hoan es básicamente aislante, siendo un idioma de marcaje nulo tanto en cláusulas como en frases nominales. El orden de las palabras es SVO.

### Sustantivos y pronombres
Los sustantivos se agrupan en clases de sustantivos según su animicidad y especie, y cada clase tiene un conjunto de pronombres.  El plural está formado por el sufijo de -si o -sín o sin cambios, -Ø. Muchos sustantivos tienen plurales irregulares, como jù (persona, plural jú).
Por ejemplo, el sustantivo gǂhòà, "perro", pertenece a la clase 2 y puede denominarse con el pronombre ha, mientras gǀúí, "bosque", pertenece a la clase 5, que tiene ká como su pronombre correspondiente.
Las clases de sustantivos y sus conjuntos de pronombres son los siguientes:
| Clase | General                         | Posesivo           | deíctico                                         | Ejemplo           |
| ----- | ------------------------------- | ------------------ | ------------------------------------------------ | ----------------- |
| 1     | ha (sg); sá (dual); hì, sì (pl) | mà (sg); hìsì (pl) | ǁʼàhaà (sg); ǁʼàsà (dual); ǁʼàsìsà, ǁʼàhìsà (pl) | jù "persona"      |
| 2     | ha (sg); hì (pl)                | mà (sg); hìsì (pl) | ǁʼàhaà (sg); ǁʼàhìsà (pl)                        | gǂhòà "perro"     |
| 3     | ha (sg & pl)                    | mà (sg); màsì (pl) | ǁʼàhaà (sg & pl)                                 | ǁxòè "meteorito"  |
| 4     | hì (sg & pl)                    | hì (sg); hìsì (pl) | ǁʼàhìà (sg); ǁʼàhìsà (pl)                        | gǁùú, "meteorito" |
| 5     | ká (sg & pl)                    | gá (sg); gásì (pl) | ǁʼàkáà (sg); ǁʼàkásà (pl)                        | gǀúí "bosque"     |

#### Pronombres
Los pronombres personales y demostrativos son:
|             |             | Singular                    | Dual    | Plural             |
| ----------- | ----------- | --------------------------- | ------- | ------------------ |
| 1ra persona | exclusivo   | mí                          | ètsá    | è, èǃá             |
| 1ra persona | inclusivo   | mí                          | mtsá    | m, mǃá             |
| 2da persona | 2da persona | à; há (hort.)               | ìtsá    | ì, ìǃá             |
| 3ra persona | 3ra persona | ha (n1-3), hì (n4), ká (n5) | sá (n1) | hì (n1-2), sì (n1) |

## Palabras y frases comunes
- ján ǀàm – Buen día
- ǂxáí – Buenos dias
- ǁáú tzà – Buenas noches
- gǁàán - Buenas tardes
- à ján – Cómo estás?
- ǁáú gè – Adiós
- jù – Persona
- jú – Gente
- gǃú, dohmsoan – agua
- nǃaisi u – Buen viaje

## Películas
- 1980 – Los dioses deben estar locos
- 1980 – Nǃai, la historia de una mujer ǃKung
- 2003 – El viaje del hombre